# Sempu
Sempu je dlouhodobě nečinná sopečná kaldera, nacházející se v severním výběžku indonéského ostrova Sulawesi. Průměr činí asi 3 km a v její centrální části leží geologicky mladší stratovulkán se stejným názvem. V jihozápadní partii se rozkládá jezero (původně maar) Kawah Masem. Kdy došlo k poslední erupci kaldery, není známo. Jediným projevem aktivity jsou fumaroly, lokalizované v okolí maaru. Síra, srážející se v bezprostředním okolí těchto průduchů, je od roku 1938 těžena.